# Trout Lake (See, Vilas County)
Der Trout Lake (deutsch: Forellensee) ist einer der größten Seen im Vilas County, Wisconsin.
Er befindet sich in der Nähe der Städte Boulder Junction und Arbor Vitae, Wisconsin, und ist in der Gegend bekannt für seine guten Angelmöglichkeiten
und eine relativ lange unerschlossene Uferlinie.
Der See besteht aus einem Süd- und einem Nordbecken, zwischen denen eine schmale Verbindung besteht.
Der Trout Lake ist einer der wenigen Binnenseen in Wisconsin, die den Amerikanischen Seesaibling (Salvelinus namaycush, englisch Lake trout) beherbergen.
Es gibt jedoch ein ernstes Problem mit den invasiven Flusskrebsen der Art Faxonius rusticus (engl. rusty crayfish), die einen großen Teil vom Habitat (Lebensraum) der Fische zerstört haben.

## Limnologie
Der Trout Lake ist einer von sieben Seen, die auf dem Gelände der North Temperate Lakes (NTL) vom Long Term Ecological Research Network (LTER) untersucht werden.
Im See befindet sich eine Sensorboje, die Daten an das Global Lake Ecological Observatory Network (GLEON) weiterleitet.
Der Trout Lake beherbergt zudem die gleichnamige Forschungsstation der University of Wisconsin-Madison, in der Forschungen und Untersuchungen zu Seen und Bächen in der Umgebung durchgeführt werden.
Im Nordwesten des Südbeckens befindet sich der kleine Trout Bog Lake, ein Moorsee, der ebenfalls – oder besser erst recht – Ziel limnologischer Untersuchungen ist (Virophagen).

## Inseln
Es gibt im See sieben Inseln, fünf davon befinden sich im Südbecken:
- Miller Island
- Zimmerman Island
- Haunted Island
- Easter Island
- Fisk Island
- Chocolate Drop Island
- eine nicht benannte Insel

Der See hat zudem zahlreiche Untiefen, besonders im Südbecken.

## Fish species
Laut LTER-Erhebungen wurden 42 Fischspezies im Trout Lake gefunden, darunter:
- Kahlhecht (Amia calva, en. Bowfin)
- Percopsis omiscomaycus (en. Trout-perch)
- Amerikanischer Seesaibling (Salvelinus namaycush, en. Lake trout)
- Heringsmaräne (Coregonus clupeaformis, en. Lake whitefish)
- en. Cisco (Coregonus o. ä.)
- Hecht (Esox lucius, en. Northern pike)[7]
- Muskellunge (Esox masquinongy, en. auch Musky)[7]
- Burbot (Lota lota)
- Forellenbarsch (Micropterus salmoides, en. Largemouth bass)[7]
- Schwarzbarsch (Micropterus dolomieu, en. Smallmouth bass)[7]
- Steinbarsch (Ambloplites rupestris, en. Rock bass)
- Lepomis macrochirus (en. Bluegill)
- Amerikanischer Flussbarsch (Perca flavescens, en. Yellow perch)
- Glasaugenbarsch (Sander vitreus, en. Walleye)[7]